# ウィリアム・ハミルトン (第2代ハミルトン公爵)

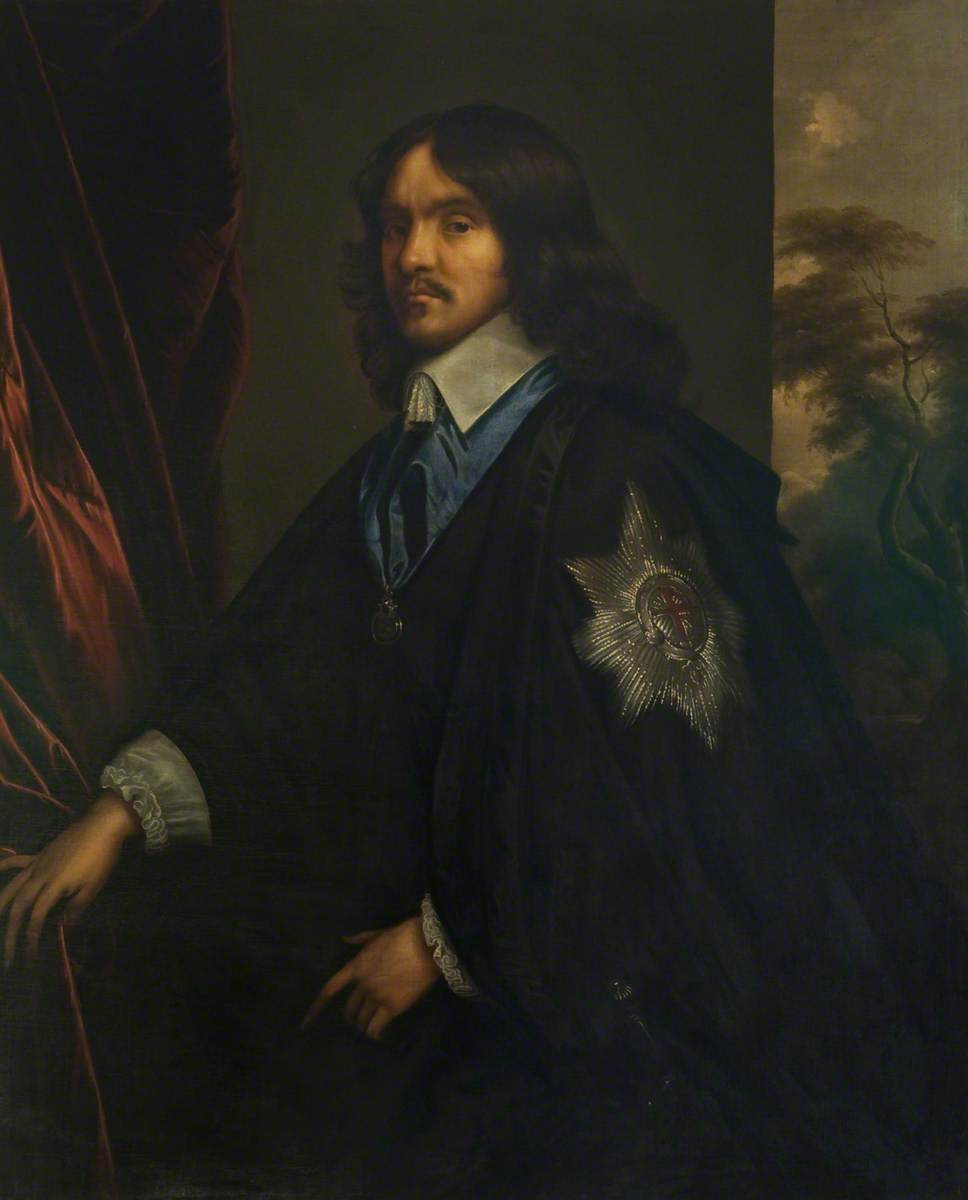
第2代ハミルトン公爵ウィリアム・ハミルトン

第2代ハミルトン公爵ウィリアム・ハミルトン（William Hamilton, 2nd Duke of Hamilton, KG, 1616年12月14日 - 1651年9月12日）は、清教徒革命（イングランド内戦）期のスコットランドの貴族・政治家。第2代ハミルトン侯爵ジェイムズ・ハミルトンと妻アン（第7代グレンケーン伯爵ジェイムズ・カニンガムの娘）の次男で初代ハミルトン公爵ジェイムズ・ハミルトンの弟。ラナーク伯爵、ケンブリッジ伯爵でもあった。

## 生涯
1616年、ハミルトン宮殿で誕生。グラスゴー大学で学びヨーロッパ大陸を旅行、21歳で帰国してからイングランド王兼スコットランド王チャールズ1世の宮廷へ入った。
1639年にスコットランド貴族ラナーク伯爵に叙せられ、翌1640年の短期議会でポーツマスからイングランド下院議員に選出された。1642年から第一次イングランド内戦が始まるとスコットランド評議会を王党派支持にすべくチャールズ1世の書簡を届けたが、先に評議会が受け取った議会派の手紙と一緒に公表されることになり、チャールズ1世が内乱鎮圧のため外国軍を使用する疑惑が暴露されたため、スコットランド中が反王党派で固まり国民盟約（盟約派）が評議会の実権を握る展開となり、兄共々国政から遠ざかった。
1643年9月に盟約派と議会派が厳粛な同盟と契約を締結すると書記に就任してスコットランドで兵隊を招集したが、反王党派になった訳ではなく、12月に兄と共にオックスフォードにいるチャールズ1世の下へ辿り着いた。しかしモントローズ侯爵ジェイムズ・グラハムらの讒言で立場が危うくなり、兄はブリストルへ、ラナーク伯はロンドンへ逃げ出し盟約派と合流した。それからは盟約派に属してスコットランドでモントローズ侯と戦ったが、1645年のキルシスの戦いで友軍がモントローズ侯に大敗すると逃亡した。
1646年、北イングランドのニューカッスル・アポン・タインで盟約派の派遣軍に連行されたチャールズ1世と再会、王党派に戻りチャールズ1世の意向で仇敵モントローズ侯らスコットランド王党派との繋がりを図ったが、モントローズ侯が敗北して王党派が分裂したため無駄になった。12月に盟約派がチャールズ1世の受け入れを拒否すると兄と共に抗議したが、情勢を変えられず派遣軍はスコットランドに撤退、チャールズ1世はイングランドの議会派へ軟禁されることになる。
1648年にオランダのハーグへ亡命、チャールズ1世の息子チャールズ王太子（後のチャールズ2世）と合流した。一方、兄は第二次イングランド内戦を起こしスコットランド軍（エンゲージャーズ）を率いて南下したがプレストンの戦いでオリバー・クロムウェル率いる議会軍に大敗、捕らえられ翌1649年に処刑された。
兄が議会派に処刑されたため第2代ハミルトン公となり、第三次イングランド内戦ではチャールズ2世を擁立して1650年にスコットランドへ帰国、翌1651年9月3日のウスターの戦いで兄の仇であるクロムウェルに挑んだが、大敗した上重傷を負い、9日後の12日に死亡した。34歳だった。
息子がいなかったため姪で兄の遺児アン・ハミルトンがハミルトン公位を継ぎ、夫のウィリアム・ダグラス＝ハミルトンも爵位を相続、以後ハミルトン公位は夫妻の子孫に受け継がれていった。

## 子女
ディールトン伯爵ジェイムズ・マクスウェルの娘エリザベスと1638年に結婚、6人の子を儲けた。
- ジェイムズ（生没年不詳） - 夭折
- アン（生没年不詳） - サウスエスク伯ロバート・カーネギーと結婚
- エリザベス（生没年不詳） - キルメア卿と結婚、サー・デイヴィッド・カニンガムと結婚
- メアリー（生没年不詳） - カレンダー伯アレクサンダー・リヴィングストンと結婚、サー・ジェイムズ・リヴィングストーンと再婚、フィンドレイター伯爵ジェイムズ・オグルヴィと再々婚
- マーガレット（生没年不詳） - ウィリアム・ブレアと結婚
- ダイアナ（生没年不詳） - 夭折